# فرهنگ هالشتات

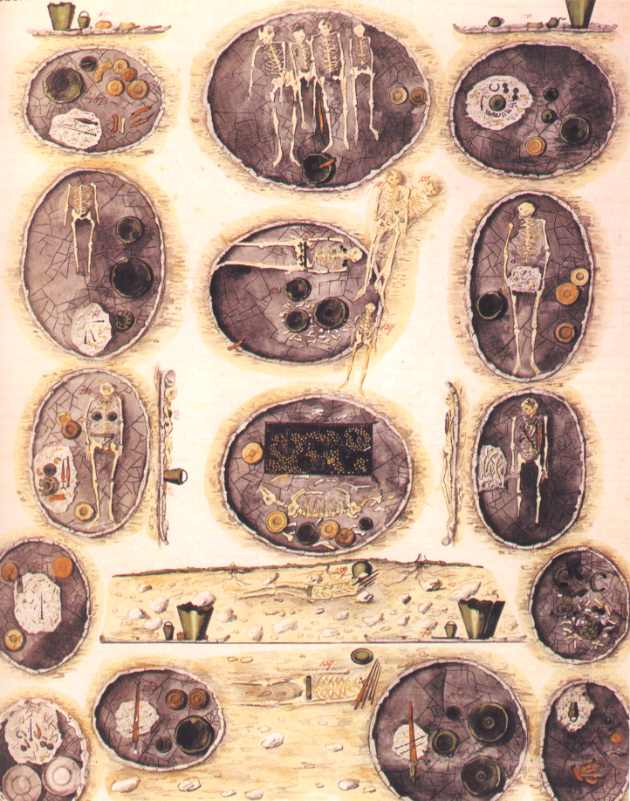
نقاشی آبرنگ سفارشِ یوهان گئورگ رامزاوئِر (Johann Georg Ramsauer) یکی از حفاری‌های او در گورستان هالشتات را مستند می‌کند - هنرمند ناشناخته محلی

تمدن هالشتات (به انگلیسی: Hallstatt culture)، تمدنی مسلط در اروپای غربی و مرکزیِ اروپایِ عصر آهن از اوایل قرن هشتم تا ششم پیش از میلاد بود، که از فرهنگ زمین خاکستردان در قرن دوازدهم پیش از میلاد توسعه یافته بود و تمدن له‌تن از بسیاری از جنبه‌های آن پیروی کرد. این تمدن عموماً با زبان نیاسلتی و سلت‌ها در ناحیهٔ غربی هال‌اشتات و با (پیش) ایلیری‌ها در ناحیه شرقی هال‌اشتات ارتباط دارد.
این نام به دلیل محوطه شاخص آن هال‌اشتات، روستایی در سالزکامرگوت اتریش جنوب شرقی زالتسبورگ، نامگذاری شده‌است. در محوطهٔ یک معدن نمک غنی قرار دارد و حدود ۱۳۰۰ جسد دفن شده به همراه آثار هنری در آنجا یافت شده‌اند. مواد بدست آمده از هال‌اشتات به ۴ دوره تقسیم شده‌است که از «هال‌اشتات A» تا «D» نامگذاری شده‌اند. هال‌اشتات A و B به عنوان اواخر عصر برنز در نظر گرفته شده‌است و اصطلاحات استفاده شده برای حوزه‌های وسیع‌تر مانند: «فرهنگ هال‌اشتات» یا «دوره»، «سبک» و غیره؛ و «C» و «D» مربوط به عصر آهن هال‌اشتات هستند.
تا قرن ششم قبل از میلاد، این تمدن گسترش یافته بود و شامل قلمروهای وسیع‌تری در دو ناحیهٔ شرق و غرب می‌شد که میان آن‌ها بسیاری از نواحی اروپای غربی و مرکزی تا آلپ قرار داشت، و تا شمال ایتالیا گسترش یافته بود. در نهایتِ گستردگی، این تمدن بخش‌هایی از بریتانیا و شبه‌جزیره ایبری را هم دربرگرفته بود.
تمدن هالشتات بر پایه کشاورزی بود، اما فلزکاری نیز در آن بسیار پیشرفته بود. در پایان این دورهٔ تاریخی، تجارتِ درازمدت در منطقه و با تمدن‌های مدیترانه ای از لحاظ اقتصادی قابل توجه بود. در این زمان تمایز اجتماعی به‌طور فزاینده‌ای با ظهور طبقهٔ نخبگان، رهبران و جنگاوران و احتمالاً کسانی با مهارت‌های دیگر اهمیت یافت و جامعه بر مبنای قبیله‌ای سازمان داده شد، گرچه اطلاعات بسیار کمی در این مورد بدست آمده‌است. تنها تعداد کمی از بزرگ‌ترین اقامتگاه‌ها مانند هوینِبورگ (آلمانی: Heuneburg) در جنوب آلمان با استانداردهای امروزین شهر محسوب می‌شدند تا روستا.از آنجاکه رهبری درستی بر آنها حاکم نبوده مجبور به کوچ های متعددی میشدند

## برای مطالعهٔ بیشتر
- Kristinsson, Axel (2010), Expansions: Competition and Conquest in Europe since the Bronze Age, Reykjavík: Reykjavíkur Akademían, ISBN 9979-9922-1-2, retrieved 10 October 2011